# Operación Morvarid
La Operación Morvarid (en persa عملیات مروارید «Operación Perla») fue una operación lanzada por la Armada y la Fuerza Aérea de Irán contra la Armada y la Fuerza Aérea de Irak el 28 de noviembre de 1980, durante la Guerra Irán-Irak (1980-1988), en respuesta a las posiciones iraquíes de radar y equipo de monitoreo sobre las plataformas petroleras de Al-Bakr y Jor-al-Amaya para contrarrestar las operaciones aéreas iraníes. 
La operación fue una victoria iraní, destruyendo las plataformas, así como gran parte de la armada enemiga e infligió un gran daño a los puertos y aeródromos iraquíes. No se debe confundir con la Operación Morvarid lanzada por el grupo terrorista de los Muyahidines del Pueblo de Irán (MEK) en los años 90.

## Antecedentes
Con el inicio de la invasión iraquí de Irán en noviembre de 1980, las fuerzas armadas de Irán habían recibido un ataque sorpresa contra sus ciudades y centros económicos y estratégicos más importantes durante los primeros días de la operación de ataque de Irak. Tras haberse llevado a cabo con éxito la respuesta iraní a los ataques con la Operación Alborz (más conocida por su nombre código: Operación Kaman 99), la superioridad aérea iraní se pudo concretar durante los primeros meses de la guerra, con la destrucción de casi todas las pistas iraquíes y la destrucción de varios centros económicos importantes en la nación. 
Las fuerzas iraquíes habían perdido el elemento sorpresa y sus fuerzas militares estaban sufriendo problemas para lograr penetrar en territorio de Irán. La única fuerza lo suficientemente capaz que tenía Irak en ese momento (además del ejército propiamente) era la fuerza naval que poseía. La cual, adolecía en contra de la más poderosa Armada de Irán, la fuerza de superficie de Irak estaba compuesta por una fuerza de 5 naves lanzamisiles de la Clase Osa II y 8 torpederos de la Clase P-6, ambos de origen soviéticos, de los cuales, los únicos que podían suponer una amenaza a la fuerza naval de Irán eran las naves Osa II, por lo cual podían suponer un problema para la superioridad naval de Irán.
Aprovechando su ventaja en el control del aire, los iraníes decidieron lanzar ataques contra los centros económicos y refinerías que se ubicaban en las ciudades de Al Faw y Umm Qasr, donde estaba apostada la armada iraquí, se encontraba la apertura naval comercial más importante de Irak, lo que suponía un duro golpe a la capacidad económica de Irak para mantener la guerra en su totalidad. El sitio estaba defendido por sistemas de baterías de misiles antiaéreos S-75 Dvina y otros tipos de baterías de misiles antiaéreos, esto sumado también a la base aérea de Basora que estaba equipada con cazas MiG-21 y MiG-23.
El mando iraní decidió hacer salir a la armada iraquí de su resguardo y para ello, se decidió lanzar una operación de ataque conjunto entre la fuerza aérea y la armada de Irán con el objetivo de asegurar el ataque con éxito y lanzar el mayor daño posible a los iraquíes. 
Para la operación, se reunió a una formación de ataque de la armada de Irán, compuesta por las 2 fragatas lanzamisiles Clase Kaman, que serían la Paykan y Joshan que atacarían desde mar mientras una fuerza de 6 buques de transporte que embarcaban a un contingente considerable de infantes de marina sería usado en caso de realizarse una operación de desembarco. Mientras que la fuerza aérea reuniría una fuerza de ataque compuesta por un número no determinado de cazas F-4E Phantom II armados con misiles aire-tierra AGM-45 Maverick y F-5E Tiger II armados con bombas, los aparatos tenían la misión de bombardear Basora y luego atacar a las fuerzas navales iraquíes en la base naval.
Con este ataque, se pretendía no solo atacar a las refinerías petroleras, sino eliminar la capacidad naval de Irak y con ello, eliminar su capacidad económica para continuar la guerra.

## Operación

### Operación
El 27 de noviembre de 1980, después de que los técnicos iraníes prepararan tantos aviones y helicópteros como fuera posible, los F-4 Phantoms y F-5 Tiger II iraníes atacaron aeródromos iraquíes alrededor de Basora. 
Durante la noche del 28 de noviembre, seis buques de la Fuerza de Tareas 421 de la Armada de la República Islámica de Irán desplegaron infantes de marina iraníes en las terminales petroleras iraquíes de Mina al Bakr y Khor-al-Amaya. Los marines, apoyados por los helicópteros de ataque AH-1J Sea Cobras, junto a los helicópteros de transporte Bell 214 y CH-47C Chinooks de la Aviación del Ejército, eliminaron a la mayoría de los defensores iraquíes durante un breve tiroteo, luego desplegaron una gran cantidad de bombas y minas. Luego fueron evacuados en helicóptero y dejaron en llamas las instalaciones petroleras iraquíes y las bases de alerta temprana. 
Al mismo tiempo, tras la destrucción de las plataformas y refinerías y con la pérdida de sus bases de alerta temprana, la fuerza de ataque inicial hizo acto de aparición, los dos navíos de ataque rápido lanzamisiles iraníes de la clase Kaman (tipo La Combattante II) (Paykan y Joshan) bloquearon los puertos de Al Faw y Umm Qasr, bloqueando 60 barcos extranjeros y bombardeando ambas instalaciones. 
En respuesta, la Armada iraquí desplegó todos sus navíos disponibles para hacer frente a los navíos iraníes que estaba superados en número por su flota, 8 torpederos P-6 y 5 naves de ataque rápido clase Osa II fueron enviados en un contraataque. Los barcos se enfrentaron a los dos barcos de misiles iraníes que lograron hundir dos Osas con misiles Harpoon durante el primer intercambio. Los tres barcos lanzamisiles de clase Osa restantes continuaron atacando el navío lanzamisiles Paykan. La tripulación del Paykan superada en número y armas, lanzó una llamada de auxilio a IRIAF para pedir ayuda ante su inferioridad. La fuerza aérea respondió a la petición enviando dos cazabombarderos F-4E armados con misiles aire-tierra AGM-45 Maverick (uno de ellos pilotados por Hossein Khalatbari). Sin embargo, ambos F-4E llegaron tarde para salvar al Paykan que había sido hundido después de ser alcanzado por dos misiles antibuque iraquíes P-15 Termit. En respuesta, los dos cazabombarderos F-4 armados con Maverick atacaron a los barcos iraquíes restantes y con gran precisión lograrian hundir a las tres Osa II y los cuatro P-6.
Pronto, otra formación de ataque llegó a la zona, compuesta de cuatro F-4E iraníes llegaron de la Base Aérea de Shiraz, bombardearon el puerto de Al Faw y, junto con los F-5, destruyeron los sitios SAM iraquíes circundantes. Un F-4 iraní sería derribado durante el ataque, mientras que otro fue alcanzado y dañado por un misil tierra-aire portátil iraquí, pero logró regresar a la base. 
En este momento, las formaciones iraníes de cazas pesados F-14A Tomcat se unieron a la batalla y, junto con varios F-4, cubrieron la retirada de la Fuerza de Tarea 421 y bombardearon las plataformas petroleras iraquíes. A continuación, atacaron la terminal de Mina al Bakr. Un avión de ataque Su-22 iraquí atacó Paykan, que logró derribarlo con su torreta de 76 mm. Los iraquíes enviaron como pudieron a cuatro cazas MiG-23 Floggers para defender la terminal. Poco después, un F-14 iraní derribó uno de los MiG, obligando a los otros MiG-23 a huir. 

## Después
La destrucción de los sitios SAM y equipos iraquíes de radar y monitoreo por la Fuerza Aérea de Irán se hizo posible atacando vía sur de Irak. También la Armada iraquí nunca se recuperó de esta operación, pues se destruyó el 80% de sus fuerzas. Los barcos de misil Joshan que tomaron parte en esta operación posteriormente fueron hundidos durante la Operación Praying Mantis por buques de la Armada de Estados Unidos.